# Salgari (revista)
Salgari fue una revista de historietas publicada en la Argentina por Editorial Abril desde 1947 hasta 1950.

## Trayectoria
Salgari destacaba por la inclusión de series de procedencia italiana:
| Años                  | Números | Título               | Guionista       | Dibujante                  |
| --------------------- | ------- | -------------------- | --------------- | -------------------------- |
| 1947                  |         | As de Espadas        |                 |                            |
| 28/01/1948-25/08/1948 | 33-63   | Misterix             | Massimo Garnier | Paul Campani               |
| 1948-1950             |         | Hombres de la jungla | Alberto Ongaro  | Dino Battaglia, Hugo Pratt |

En 1950, Editorial Abril la sustituyó por Cinemisterio.